# The W
The W ist das dritte Studioalbum der US-amerikanischen Hip-Hop-Gruppe Wu-Tang Clan. Veröffentlicht wurde es am 21. November 2000 über Loud Records. In den amerikanischen Billboard-Charts stieg das Album auf Platz fünf ein, in den Top R&B/Hip Hop Albums-Charts erreichte es Platz eins mit 301.000 verkauften Alben in der ersten Woche. Aus dem Album gingen drei Singles hervor, welche sich ebenfalls gut in den Charts platzieren konnten, darunter Gravel Pit, die bisher kommerziell erfolgreichste Single der Gruppe. Für die Produktion war, wie auch bei den letzten beiden Vorgängeralben, hauptsächlich RZA verantwortlich. Als Gastmusiker sind auf dem Album Busta Rhymes, Cappadonna, DJ Kayslay, Isaac Hayes, Junior Reid, Nas, Redman, Snoop Dogg und Streetlife vertreten. The W wurde von der Recording Industry Association of America (RIAA) mit Platin ausgezeichnet.

## Titelliste
| #   | Titel                                      | Verse | Produzent   | Länge |
| --- | ------------------------------------------ | --- | ----------- | ----- |
| 1.  | Intro (Shaolin Finger Jab) / Chamber Music | - Erster Vers: Raekwon - Zweiter Vers: GZA - Dritter Vers & Refrain: Method Man - Vierter Vers: Masta Killa | RZA         | 4:26  |
| 2.  | Careful (Click, Click)                     | - Erster Vers: RZA - Zwischenvers: U-God - Zweiter Vers: Masta Killa - Dritter Vers: Cappadonna - Vierter Vers: Ghostface Killah - Fünfter Vers: U-God - Sechster Vers: Inspectah Deck - Outro: Cappadonna, Ghostface Killah, & U-God - Schlussdialog: Raekwon | RZA         | 4:56  |
| 3.  | Hollow Bones                               | - Erster Vers: Raekwon - Zweiter Vers: Inspectah Deck - Dritter Vers: Ghostface Killah | RZA         | 3:37  |
| 4.  | Redbull                                    | - Erster Vers: Redman - Zweiter Vers: Method Man - Dritter Vers: Inspectah Deck - Ergänzender Gesang: Ghostface Killah & Raekwon | RZA         | 3:53  |
| 5.  | One Blood Under W                          | - Erster & zweiter Vers: Masta Killa - Gesang/Dritter Vers: Junior Reid | RZA         | 4:11  |
| 6.  | Conditioner                                | - Erster Vers & Refrain: Ol’ Dirty Bastard - Zweiter Vers: Snoop Dogg - Freestyle: GZA - Anschließender Refrain: Inspectah Deck | RZA         | 5:32  |
| 7.  | Protect Ya Neck (The Jump Off)             | - Erster Vers: Inspectah Deck - Zweiter Vers: Raekwon - Dritter Vers: Method Man - Vierter Vers: Masta Killa - Fünfter Vers: RZA - Sechster Vers: Ghostface Killah - Siebter Vers: U-God - Achter Vers: Cappadonna - Neunter Vers: GZA                         | RZA         | 3:58  |
| 8.  | Let My Niggas Live                         | - Erster Vers & Refrain: Raekwon - Zweiter Vers: Nas - Dritter Vers: Inspectah Deck | RZA         | 4:29  |
| 9.  | I Can’t Go to Sleep                        | - Erster Vers: Ghostface Killah - Zweiter Vers: RZA - Refrain: Isaac Hayes | RZA         | 3:35  |
| 10. | Do You Really? (Thang, Thang)              | - Intro: DJ Kayslay - Refrain: Method Man - Erster Vers: Streetlife - Zweiter Vers: Method Man - Dritter Vers: Masta Killa - Vierter Vers: Inspectah Deck | Mathematics | 5:22  |
| 11. | The Monument                               | - Erster Vers: Busta Rhymes - Zweiter Vers: Raekwon - Dritter Vers: GZA | RZA         | 2:38  |
| 12. | Gravel Pit                                 | - Intro: RZA - Erster Vers: Method Man - Zweiter Vers: Ghostface Killah - Bridge: Raekwon - Dritter Vers: U-God - Refrain: Paulissa Moorman | RZA         | 4:51  |
| 13. | Jah World                                  | - First verse: Ghostface Killah - Second verse: RZA - Chorus: Junior Reid | RZA         | 3:51  |
| *   | Clap (Hidden Track)                        | - Erster Vers: Raekwon - Zweiter Vers: Ghostface Killah - Dritter Vers: Method Man - Refrain: Ghostface Killah & U-God | Mathematics | 3:46  |

## Kritik
| Professionelle Bewertungen | Professionelle Bewertungen |
| -------------------------- | -------------------------- |
| Kritiken                   |                            |
| Quelle                     | Bewertung                  |
| laut.de                    | [ 1 ]                      |

Generell wurde The W von der Hip-Hop-Welt sehr positiv aufgenommen und vielerorts als das bisher beste Album von Wu-Tang Clan bewertet. Stefan Johannesberg schrieb auf laut.de:

„Dieses 60-minütige Machwerk wird die Heads diesseits und jenseits des Atlantiks spalten wie Moses das Meer. Begaben sich in letzter Zeit sämtliche Rap-Beatbastler auf die Suche nach dem fettesten Sound und der saubersten Produktion, so setzt der RZA, Kopf und Produzent der Wu-Familie, dem ein rauhes, lebendiges Stück Hip Hop voller Soul und Gefühl entgegen. Er führt den beim ‚Ghostdog-Soundtrack‘ eingeschlagenen Weg konsequent fort. Back to the Roots.“